# Jane Dormer
Jane Dormer, par mariage duchesse de Feria, née le 6 janvier 1538 à Eythrope dans le Buckinghamshire, morte le 23 janvier 1612 à Madrid, est une noble anglaise, dame de compagnie de Marie Ire, dernière reine catholique d'Angleterre. En 1558, Jane épouse le duc de Feria (es), ambassadeur de Philippe II, roi d'Espagne. Après l'avènement d'Élisabeth Ire et la victoire du protestantisme en Angleterre, elle part s'établir en Espagne avec son mari et vient en aide aux réfugiés catholiques anglais.

## Origines et premières années

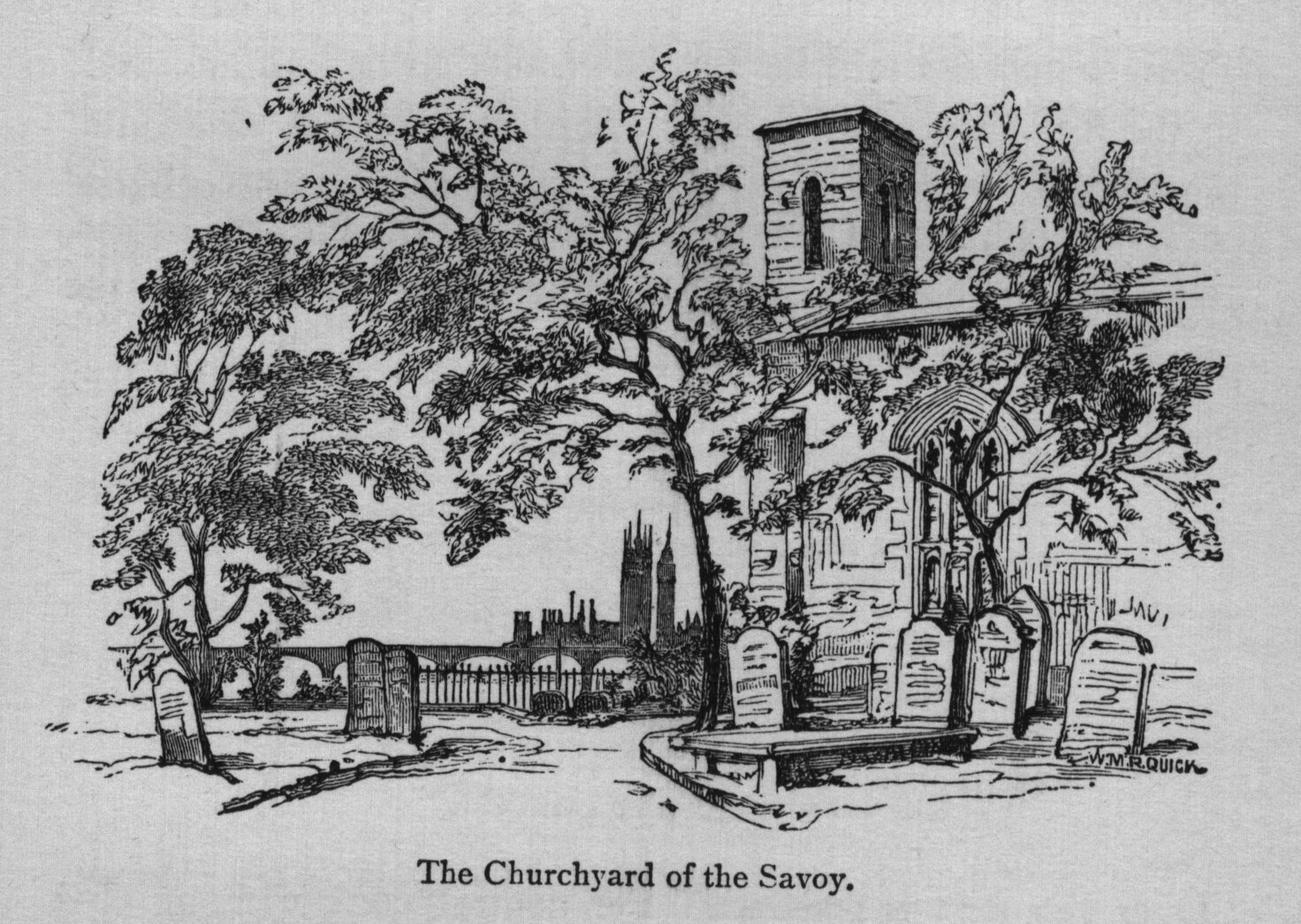
La chapelle de Savoie à Londres, illustration des Promenades dans Londres d'Augustus Hare, 1878.

Jane naît en 1538 à Eythrope près de Waddesdon. Elle est l'aînée des deux filles de William Dormer : celui-ci avait failli épouser Jeanne Seymour, dame de compagnie de la reine Anne Boleyn, mais finit par se marier avec Mary Sidney, fille du militaire et diplomate William Sidney (en), chambellan du futur roi Édouard VI. Après la mort de sa mère en 1542, Jane est éduquée par sa grand-mère paternelle, Jane Dormer née Newdigate. La jeune Jane et sa sœur cadette Mary, plus tard Lady Hungerford (en), sont élevées dans le catholicisme et vivent dans « la crainte et l'espérance de la persécution » par les protestants, devenus la confession dominante sous Henri VIII et son successeur Édouard VI. La petite Jane apprend à lire l'office de Notre-Dame en latin à l'âge de sept ans. Elle semble avoir été très douée pour les langues, tendance favorisée par un séjour chez ses grands-parents maternels, car William Sidney avait rempli plusieurs missions à l'étranger et parlait couramment l'espagnol, de même que Henry Sidney, oncle de Jane, qui avait servi d'interprète à l'évêque Álvaro de la Quadra (es), ambassadeur d'Espagne. Cependant, la famille de William Sidney a choisi le protestantisme alors que les Dormer restent fidèles au catholicisme. Sebastian Newdigate, frère de Jane Newdigate, avait été pendu et écartelé en 1535 pour avoir refusé les réformes religieuses de Henri VIII,.
Jane devient la compagne de jeu du prince héritier Édouard puis, pendant son court règne (1547-1553), l'amie et confidente de la demi-sœur du roi, la princesse Marie, son aînée de vingt ans.
À la mort d'Édouard, Marie hérite du trône d'Angleterre, rétablit la prépondérance du catholicisme et épouse Philippe II d'Espagne. Celui-ci se rend en Angleterre en 1554 pour consommer son mariage, accompagné du diplomate Gómez Suárez de Figueroa y Córdoba (es), futur comte puis duc de Feria (es), qui s'éprend de Jane alors que celle-ci, renommée pour sa beauté et sa douceur, était déjà courtisée par plusieurs grands seigneurs anglais. Jane est alors l'amie inséparable de la reine qui l'encourage lorsqu'elle reçoit la demande en mariage de Gomez. Le père de Jane, pour sa fidélité à la cause catholique, est nommé chevalier de l'ordre du Bain.
Cependant, Philippe II doit repartir aux Pays-Bas espagnols où la guerre franco-espagnole va reprendre. Marie tombe gravement malade en septembre 1558 ; Jane lui tient fidèlement compagnie jusqu'à sa mort le 17 novembre 1558 ; la reine lui confie ses bijoux en la chargeant de les remettre à la nouvelle héritière du trône, sa demi-sœur Élisabeth Ire. Jane se réfugie à la chapelle de Savoie à Londres où son mariage est célébré le 29 décembre 1558,.

Entourage de Jane Dormer
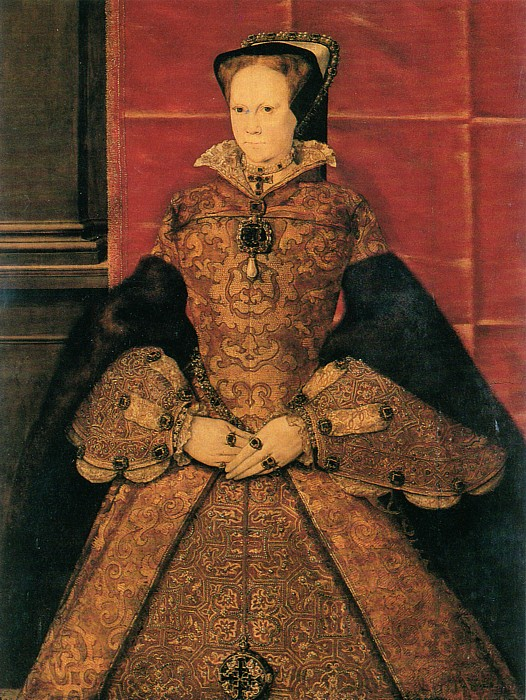
Marie Ire, reine d'Angleterre. Peinture de Hans Eworth (1520-1574).
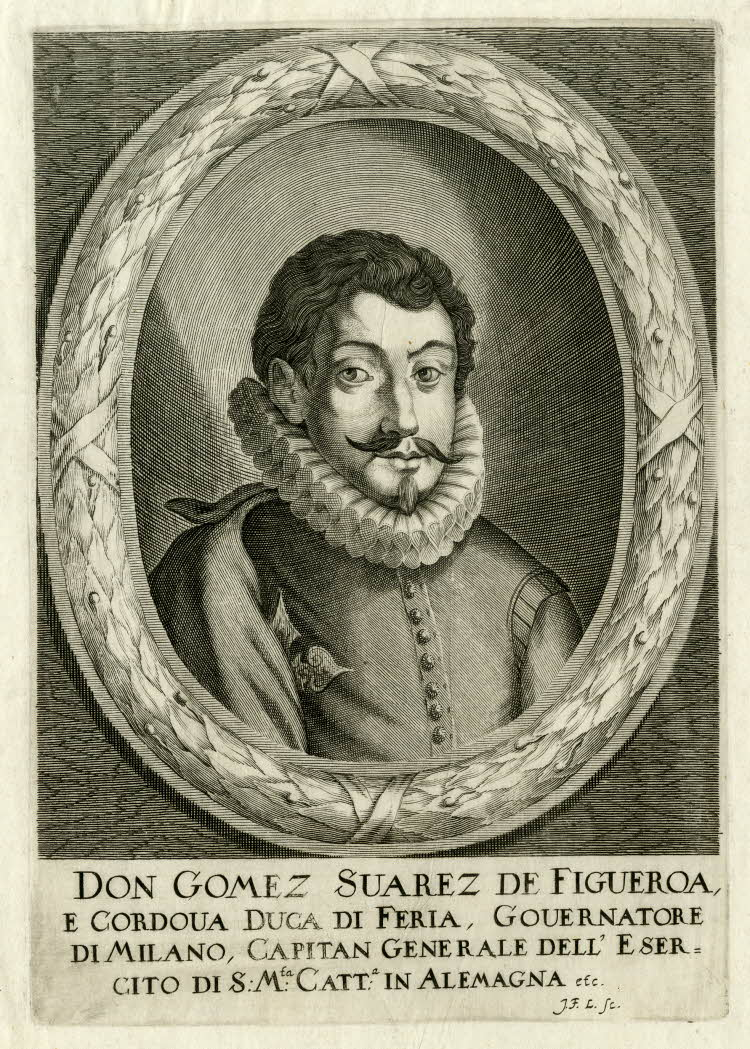
Gómez III Suárez de Figueroa y Córdoba, duc de Feria. Gravure de Johann Friedrich Leonart, v. 1660-1680.
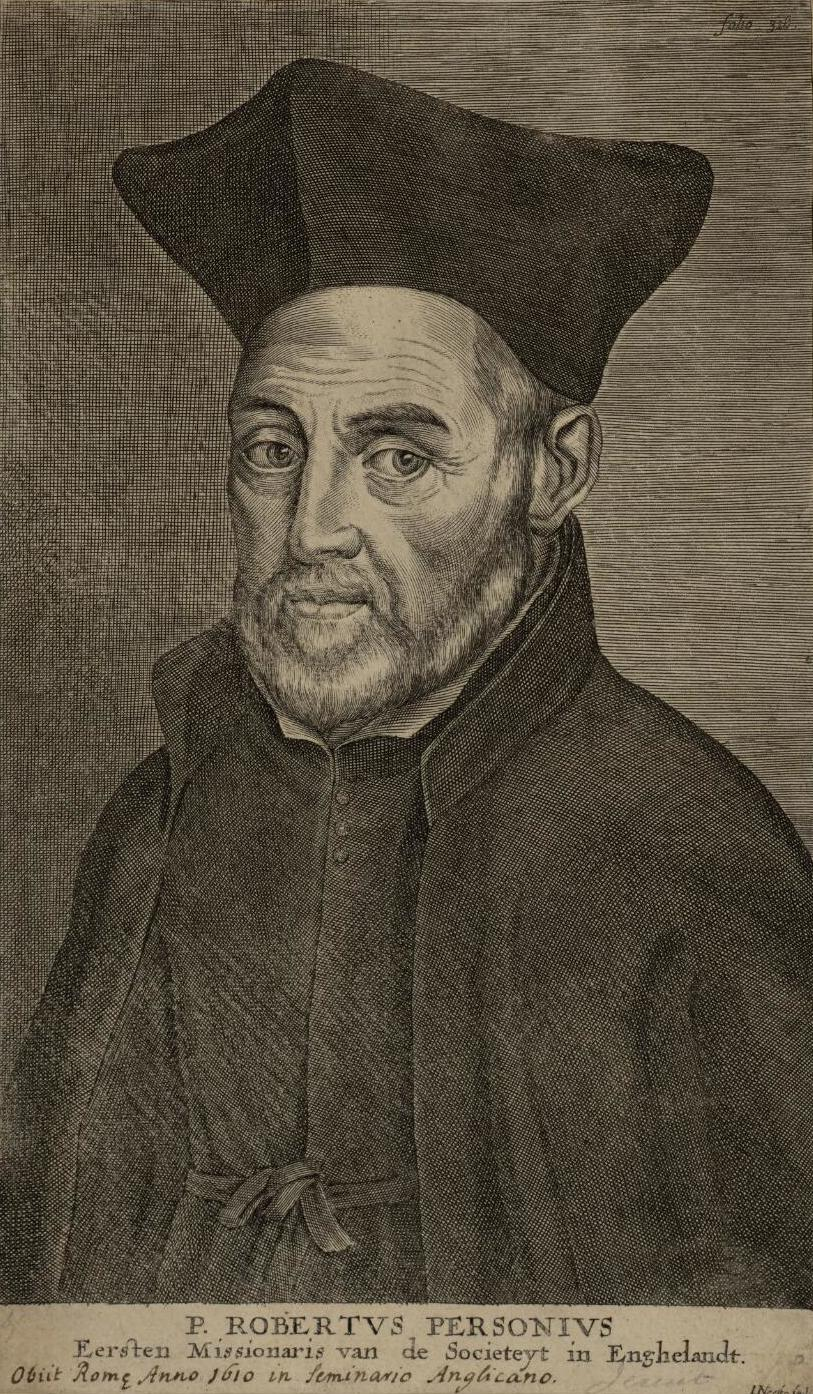
Robert Persons, fondateur des collèges jésuites de Valladolid, Séville et Saint-Omer. Gravure de Jacob Neefs, v. 1640.
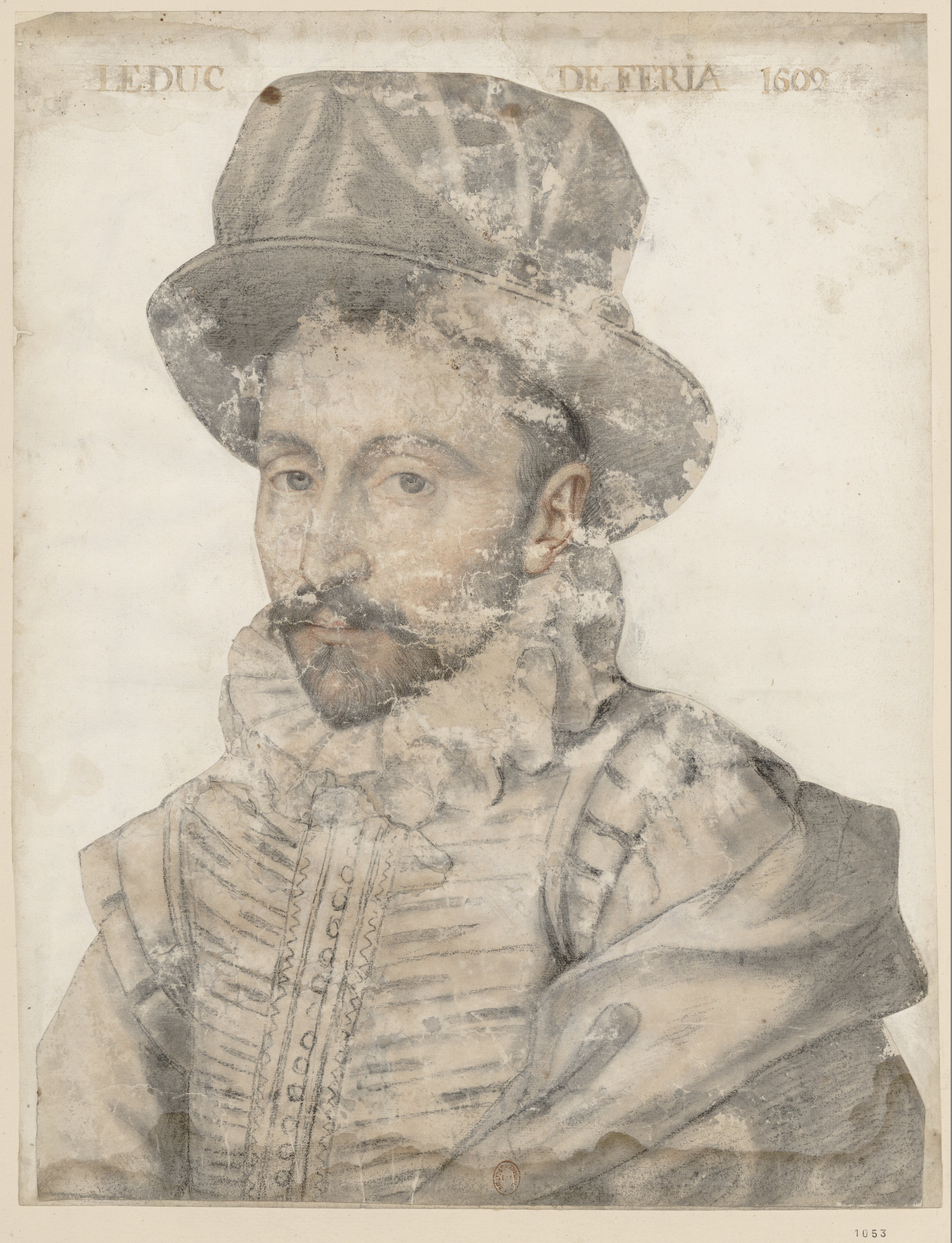
Lorenzo IV Suárez de Figueroa y Córdoba, duc de Feria. Dessin de Daniel Dumonstier, 1602.

## Les années d'exil
En 1559, Gomez se rend compte qu'Élisabeth penche définitivement vers le protestantisme ; il s'abstient d'assister au couronnement pour ne pas avoir à suivre une cérémonie protestante et quitte l'Angleterre en laissant son épouse sur place. Mais le nouvel ambassadeur espagnol, Álvaro de la Quadra, craignant une persécution des catholiques, convainc celle-ci de partir rejoindre son époux. Les adieux de Jane et de la reine Élisabeth sont diversement décrits par les auteurs catholiques et protestants : froids et distants selon les premiers, affectueux selon les seconds. Jane emmène avec elle sa cousine Margaret Harington, Susan Clarencieux, autre dame d'honneur de la reine Marie, et une suite de moines et religieuses. Jane renvoie à Élisabeth une partie des joyaux qu'elle avait reçus en présent de la reine Marie.
Jane séjourne  dans les Pays-Bas du Sud où elle est reçue triomphalement par les villes et garnisons. Marguerite de Parme, demi-sœur de Philippe II, l'invite à se fixer à Malines où naît son fils aîné, Lorenzo (es), futur duc de Feria, le 28 septembre 1559, avant de partir pour l'Espagne,. Il faut l'intervention de Philippe II pour que la reine Élisabeth autorise la grand-mère de Jane, qui l'avait élevée, et sa sœur Anne à quitter l'Angleterre : elles se fixent à Louvain en Brabant où elles passeront le reste de leur vie à aider les exilés catholiques anglais.
À son arrivée à la cour de Tolède, Jane est reçue avec une grande affection. Le roi Sébastien Ier de Portugal lui envoie en présent un joyau de 8 000 ducats. Gomez, comte de Feria, est élevé au rang de duc de Feria en 1567 et nommé gouverneur des Pays-Bas en 1571 mais il meurt avant d'entrer en fonctions. La maison des ducs de Feria à Zafra près de Badajoz devient un point de ralliement pour les exilés anglais. Jane entretient un réseau de correspondance avec les fidèles restés dans l'île ou dispersés ailleurs en Europe, et son expérience de la vie de cour anglaise et espagnole lui vaut une certaine renommée : après la mort de son mari, Jane administre ses domaines et elle est envisagée par la cour d’Espagne comme possible gouvernante des Pays-Bas.

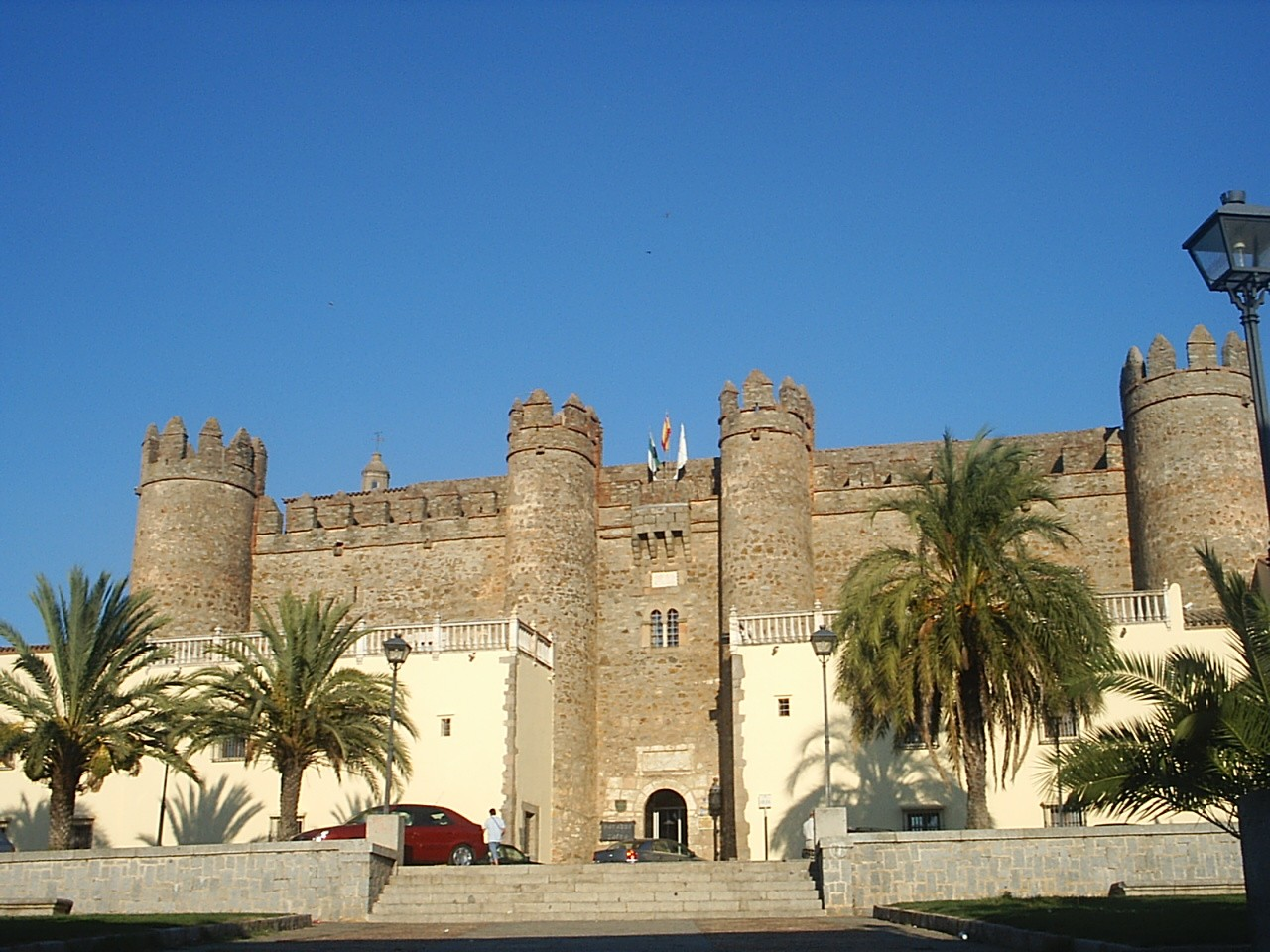
Le palais des ducs de Feria en 2006.

Jane, duchesse de Feria, veille à l'avenir de ses dames d'honneur dont certaines l'avaient accompagnée lors de son départ d'Angleterre. Elle donne à sa cousine Margaret Harington une dot de 20 000 ducats pour son mariage avec un noble espagnol, Benito de Cisneros. Sa maison est considérée comme un modèle par les familles d'exilés anglais qui lui confient leurs filles pour assurer leur éducation ; elle rédige un petit traité de cuisine et d'arts ménagers qui circule d'une maison à l'autre. Elle reçoit chez elle plusieurs personnalités de l'émigration catholique, Francis Engelfield, Thomas Fitzherbert, les jésuites Robert Persons et Joseph Creswell, ainsi que Charles Cornwallis, ambassadeur d'Angleterre à la cour d'Espagne, par l'intermédiaire duquel elle entretient une correspondance avec Henry Howard, comte de Northampton, un de ses anciens soupirants à la cour d'Angleterre, qui inclinait vers le catholicisme. Elle entretient une correspondance avec Marie Stuart, reine d'Écosse, prisonnière en Angleterre, et reçoit des lettres de quatre papes : Grégoire XIII, Sixte V, Clément VII et Paul V.
Jane Dormer est associée à plusieurs complots des exilés catholiques pour renverser Élisabeth. En 1578, elle vend deux statues de la Vierge venues de la cathédrale Saint-Paul de Londres pour financer l'achat d'armes.

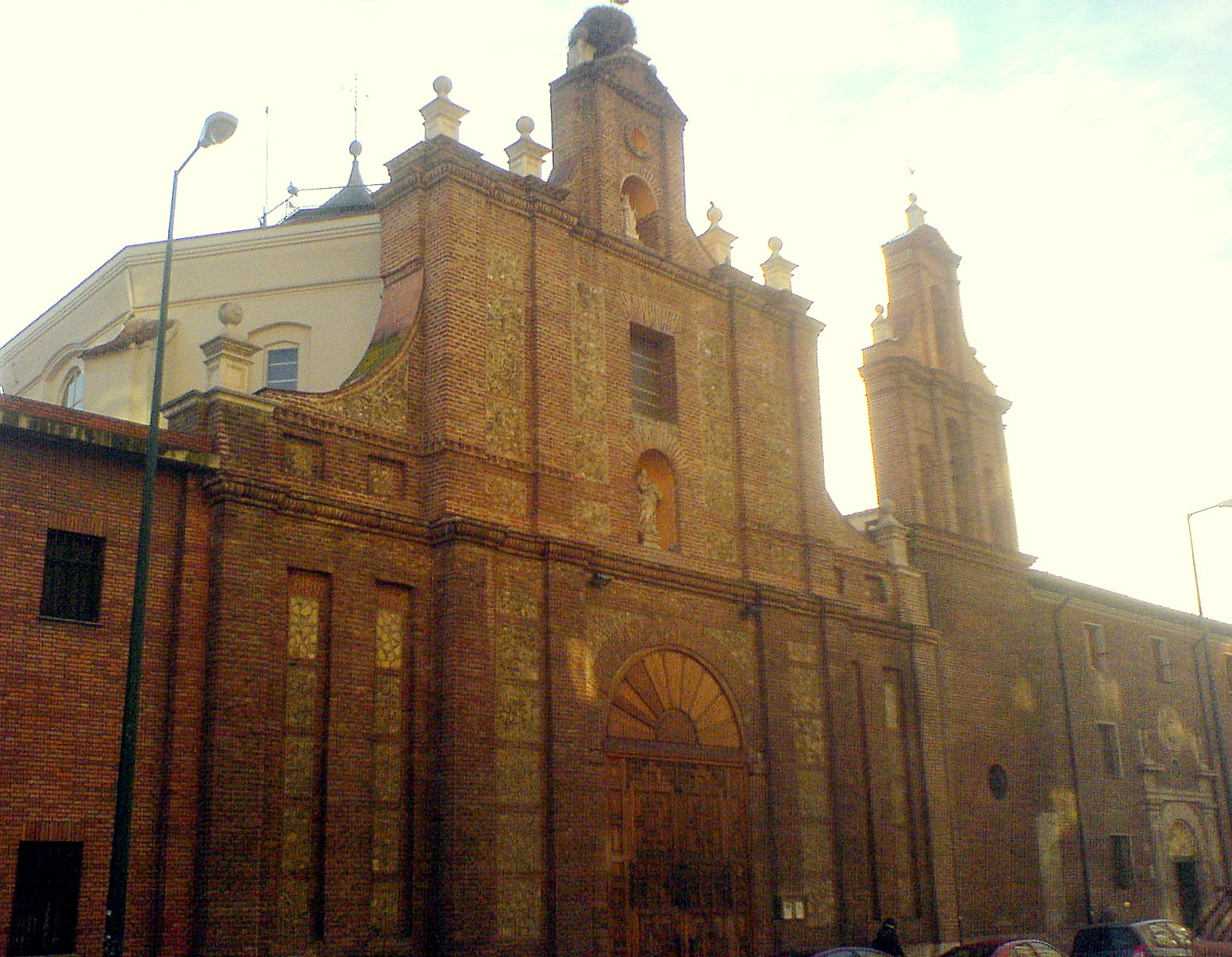
Le collège Saint-Albans de Valladolid en 2009.

En 1589, trois étudiants du collège anglais de l'université de Reims se rendent à Valladolid pour rencontrer le père Persons. Grâce à l'aide financière d'un grand seigneur espagnol, Alonso de Quiñones, puis de nobles laïcs anglais, Francis Englefield, Jane Dormer et d'autres, ils peuvent fonder un collège anglais en Espagne, le collège Saint-Albans.
Reims est alors un pôle de l'émigration catholique anglaise autour du collège anglais fondé en 1578 sous le patronage des Guise.
Le fils de Jane, Lorenzo, duc de Feria, est nommé ambassadeur de Philippe II en France pendant les guerres de Religion : il représente l'Espagne auprès de la Sainte Ligue catholique en lutte contre Henri IV. Lorsqu'il se présente à Paris devant les états généraux ligueurs, il est salué par un discours de Nicolas de Pellevé, archevêque de Reims, qui déclare : « Je ne puis m'empêcher de mentionner que votre mère, qui descend des plus illustres familles d'Angleterre, consacre chaque jour en Espagne sa bonté à soulager et chérir les exilés affligés qui sont Anglais, Irlandais et Écossais ».
À la mort de la reine Élisabeth en 1603, son cousin Jacques VI Stuart, roi d'Écosse, lui succède sur le trône d’Angleterre. Jane Dormer est proposée comme dame de compagnie d’Anne de Danemark, épouse crypto-catholique du roi Jacques,.
En 1609, elle se casse le bras par accident et sa santé en reste affectée. Elle se prépare à la mort en portant une tête de mort à son chapelet et en faisant installer un cercueil dans ses appartements. Elle est accompagnée dans ses derniers mois par deux frères jésuites, quatre franciscains et un dominicain en plus de son chapelain personnel. Elle meurt le 13 janvier 1612 à Madrid ; son corps est ramené à Zafra et inhumé dans le monastère de Santa Clara (es).
Après la mort de Jane, son secrétaire Henry Clifford écrit sa biographie : Life of Jane Dormer, dont il ne reste qu'un seul manuscrit et qui sera publiée en 1887.